# Rudi Schumann
Rudi Schumann   (Großdeuben, 15 de febrer de 1947) és un ex-jugador de voleibol alemany que va competir sota bandera de la República Democràtica Alemanya durant les dècades de 1960 i 1970.
El 1968 va prendre part en els Jocs Olímpics de Ciutat de Mèxic, on fou quart en la competició de voleibol. Quatre anys més tard, als Jocs de Múnic, guanyà la medalla de plata en la mateixa competició. En el seu palmarès també destaca una medalla d'or al Campionat del Món de voleibol de 1970 i a la Copa del Món de voleibol de 1969. A nivell de clubs jugà al SC Rotation Leipzig i al SC Leipzig, guanyant un total de tretze lligues de la RDA.